# 谷口マサヒト
谷口 マサヒト（たにぐち マサヒト、1983年8月9日 - ）は、東京都西多摩郡瑞穂町出身の放送作家・脚本家。

## 主な担当番組
- しくじり先生 俺みたいになるな!!
- 有吉の壁
- 千鳥のクセスゴ！
- あざとくて何が悪いの？
- 10万円でできるかな
- お笑い4コマパーティー ロロロロ
- M:ZINE
- ダブルタップミステリー
- あいつ今何してる？
- 激レアさんを連れてきた。
- 中居正広の金曜日のスマイルたちへ
- Skyrocket Company
- SUBARU Wonderful Journey 〜土曜日のエウレカ〜
- 川島明 そもそもの話

など

## 脚本
- 初恋ハラスメント～私の恋がこんなに地獄なワケがない～（2024年3月30日、中京テレビ）[1]

## 過去の担当番組
- 史上空前!! 笑いの祭典 ザ・ドリームマッチ
- 笑える新世代の逆襲 よくできたネタ！テン
- たりないふたり
- バカソウル
- 恋するTV すごキュン
- Oh!どや顔サミット
- HaKaTa百貨店シリーズ
- カキューン!!
- NMB48 げいにん！シリーズ
- プレミアムコント
- 乃木坂46×HKT48 冠番組バトル！
- ガムシャラ！
- Good Time Music
- イマドキ男子冒険バラエティ 真夜中のプリンス
- 採用!フリップNEWS
- ウチのガヤがすみません！
- ノゾキミ企業参観！子どもの職場が見たい
- 爆笑問題のシンパイ賞!! → 爆笑問題&霜降り明星のシンパイ賞!!
- なにわ男子と一流姉さん
- 有田P おもてなす
- さんま・玉緒のお年玉あんたの夢をかなえたろかスペシャル
- あの界隈を恋愛ドラマにしたら…不覚にもキュンときた
- それって!?実際どうなの課
- 140×875
- 爆問×伯山の刺さルール!
- ＃っぽいウタ
- サンドどっちマンツアーズ
- ロコだけが知っている
- 絶対に笑ってはいけない青春ハイスクール24時！
- 名アシスト有吉
- Czecho No Republicのオールナイトニッポン0(ZERO)

など